# Garci Lasso Ruiz de la Vega

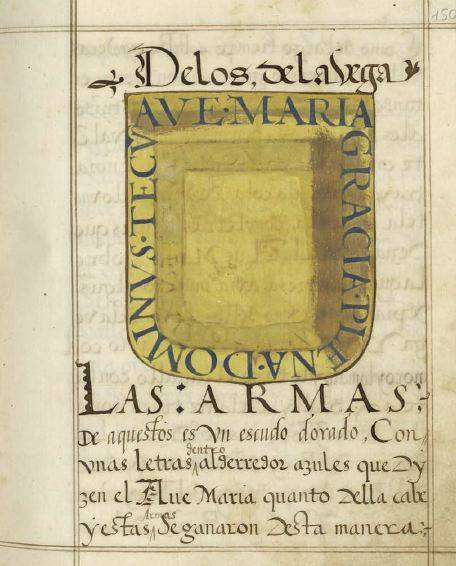
Armas de la Casa de la Vega en el Becerro General de Castilla

Garci Lasso Ruiz de la Vega, también conocido como Garcilaso III de la Vega (c. 1340-2 de abril de 1367), fue un noble español, originario de Cantabria, uno de los pilares de la saga familiar del apellido cántabro de los Garci Lasso de la Vega o Garcilaso de la Vega de siglos posteriores.

## Historia
Hijo de Garcilaso II de la Vega y de Leonor González de Cornado, fue nieto de Garcilaso I de la Vega «el Viejo» (ejecutado en 1328) y de Juana de Castañeda. Teniendo unos once años de edad, se refugió junto con su madre en las Asturias de Oviedo, al ser asesinado su padre en Burgos en 1351 por órdenes del rey Pedro I de Castilla, siendo protegido por Enrique de Trastámara (futuro rey Enrique II de Castilla).
Garci Lasso Ruiz de la Vega falleció con 27 años de edad en la batalla de Nájera  el 2 de abril de 1367, batalla del luego rey en 1369 Enrique II de Castilla contra su hermano Pedro I, librada con numerosos mercenarios extranjeros por ambos lados.

## Matrimonio y descendencia
Contrajo matrimonio con Mencía de Cisneros,IV señora de Guardo, hija del ricohombre Juan Rodríguez de Cisneros y Mencía de Padilla, hija de Pedro López de Padilla, ballestero mayor del reino, y de Teresa Yáñez o Ibáñez. Nació una hija de este matrimonio: 
- Leonor de la Vega, heredó el patrimonio de sus padres.[6] Se casó en primeras nupcias con Juan Téllez, hijo del conde Tello de Castilla que falleció en 1385 en la batalla de Aljubarrota.[4] Contrajo un segundo matrimonio con Diego Hurtado de Mendoza, almirante mayor de Castilla.[7][4]

| Predecesor: Garcilaso II de la Vega | Señor de la Vega - | Sucesor: Leonor Lasso de la Vega |